# Emil Bartoș
Emil Bartoș (n. 1882, Domnești – d. 1967, Herina) a fost un deputat în Marea Adunare Națională de la Alba Iulia, organismul legislativ reprezentativ al „tuturor românilor din Transilvania, Banat și Țara Ungurească”, cel care a adoptat hotărârea privind Unirea Transilvaniei cu România, la 1 decembrie 1918.:p. 77

## Biografie
Emil Bartoș a fost învățător în satul Herina, județul Bistrița-Năsaud. El  a contribuit la formarea Gărzii Naționale Române din localitate.:p. 116

## Activitatea politică

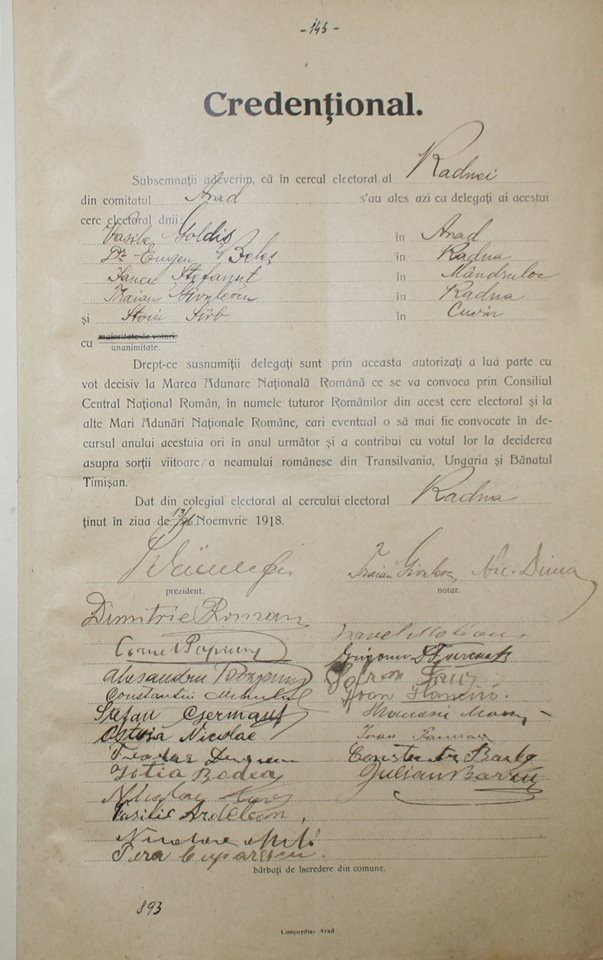
Credențional

Ca deputat în Adunarea Națională din 1 decembrie 1918 a reprezentat, ca delegat de drept, cercul electoral Năsăud.:p. 116